# Rio de Janeiro VC
Rio de Janeiro Vôlei Clube ist ein brasilianischer Volleyballverein aus Rio de Janeiro, dessen Frauenmannschaft in der höchsten brasilianischen Liga spielt. Der Verein wurde 1997 als Paraná Vôlei Clube gegründet und wechselte 2002 nach Rio. Er trat auch unter den Sponsornamen Rexona-Ades, Unilever Vôlei und heute unter Sesc-RJ Vôlei an.
Rio de Janeiro VC ist einer der erfolgreichsten Vereine im brasilianischen Volleyball und wurde bisher zwölfmal Meister (1998, 2000, 2006, 2007, 2008, 2009, 2011, 2013, 2014, 2015, 2016 und 2017) sowie viermal Pokalsieger (2007, 2016, 2017 und 2020). Bekannte Spielerinnen wie Erna Brinkman, Fabiana Claudino, Jaqueline Carvalho, Sheilla Castro, Walewska Oliveira, Fernanda Ferreira, Danielle Lins, Thaísa Menezes, Fernanda Venturini, Hélia Souza, Wélissa Gonzaga, Gabriela Guimarães, Fabiana Oliveira, Natália Pereira, Leila Barros, Francesca Piccinini, Marianne Steinbrecher und Logan Tom spielten für Rio de Janeiro VC.
Seit 2016 gibt es auch eine Männermannschaft, die in der brasilianischen Superliga spielt.